# Jacksonoides subtilis
Jacksonoides subtilis là một loài nhện trong họ Salticidae.
Loài này thuộc chi Jacksonoides. Jacksonoides subtilis được Fred R. Wanless miêu tả năm 1988.